# Dóktor nauk

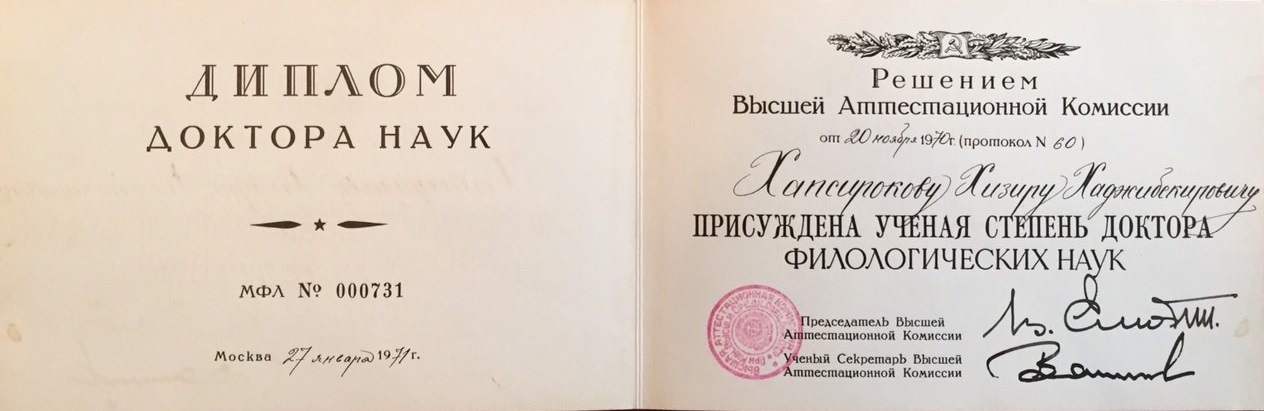
Imagen del título

Dóktor nauk (en ruso: доктор наук, pronunciación en ruso: [ˈdoktər nɐˈuk], abreviado д-р наук o д. н.; en ucraniano: доктор наук; en búlgaro: доктор на науките; en bielorruso: доктар навук; traducido como «doctor en ciencias») es un título doctoral superior que puede obtenerse tras el de candidato de ciencias (el cual suele considerarse informalmente en Rusia y otros estados postsoviéticos como equivalente al título de PhD obtenido en países en los que este no es el mayor grado académico).

## Historia
El grado de dóktor nauk fue introducido en el Imperio ruso en 1819 y abolido en 1917. Más tarde, fue recuperado en la Unión Soviética el 13 de enero de 1934 por decisión del Consejo de Comisarios del Pueblo. Como parte de la misma decisión, se introdujo por primera vez un grado inferior, el de candidato de ciencias (Kandidat Nauk), aproximadamente equivalente al doctorado de investigación en otros países. Este modelo fue adoptado, además de por la Unión Soviética y por Rusia, por muchos otros estados postsoviéticos y del bloque oriental, incluyendo a Bulgaria, Bielorrusia, la antigua Checoslovaquia, Polonia y Ucrania.
Sin embargo, el antiguo título yugoslavo de «doktor nauka»/«Доктор наука»/«doktor znanosti», aún vigente en Bosnia y Herzegovina, Croacia, Macedonia del Norte, Montenegro, Serbia y Eslovenia, sigue el Proceso de Bolonia y es por tanto equivalente a un título de doctorado estándar, con la equivalencia exacta dependiente de la institución docente.

## Admisión
El título de dóktor nauk es conferido por una agencia gubernamental nacional, la Comisión Suprema de Certificación (Výsshaya Attestatsiónnaya Komíssiya, VAK) a solicitud del tribunal especializado ante el cual defendió el candidato su tesis. Estos tribunales se crean en instituciones académicas con un historial investigador reconocido y acreditadas por la VAK. El número total de miembros en el tribunal es habitualmente alrededor de 20, todos ellos con el título de dóktor nauk. El área de especialización de al menos cinco miembros del tribunal debe coincidir con el perfil de la investigación realizada por el candidato, que debe llevarla a cabo de forma independiente. De esta forma, no se requiere un director académico. De hecho, habitualmente el candidato es un académico reconocido, que suele dirigir algunas tesis doctorales durante su investigación para la tesis de dóktor nauk. Sin embargo, es una práctica habitual que se nombre a un asesor con experiencia para ayudar al académico a identificar el problema de investigación y encontrar una aproximación adecuada para resolverlo, si bien técnicamente no se considera una dirección.
Los procedimientos para obtener tanto el título de dóktor como el de kandidat son diferentes y más formales que para los doctorados de universidades occidentales. En particular, para el de dóktor la institución académica a la que está afiliado el candidato debe realizar una revisión preliminar de los resultados de investigación y la contribución personal realizada por el candidato y, dependiendo de los resultados, decidir si formalizar o no su apoyo. Por definición, este título, altamente prestigioso, puede conferirse solo por una contribución significativa a la ciencia o la tecnología basada en una defensa pública de una tesis, monografía o, en raras ocasiones, de un conjunto de publicaciones destacadas en revistas académicas. La defensa debe realizarse en una sesión del tribunal especializado acreditado por la VAK. Antes de la defensa, tres árbitros en posesión del título de dóktor nauk, llamados «oponentes oficiales», deben enviar su evaluación motivada sobre la tesis. Otra universidad o institución académica que trabaje en el mismo campo que el candidato debe realizar una evaluación adicional, y además varios revisores más deben enviar por correo sus conclusiones basadas en un resumen de la tesis (habitualmente de 32 páginas en ciencias naturales y 48 en ciencias sociales).
En la antigua Unión Soviética, este grado se consideraba credencial suficiente para ocupar una cátedra en cualquier institución de educación superior. A menos que el académico en cuestión poseyera el título de dóktor nauk, solo podía acceder a una cátedra tras 15 años o más de servicio educativo excepcional a nivel universitario. En este último caso se requería además al menos un libro de texto publicado y ampliamente aceptado y el grado de kandidat nauk. En la actualidad un dóktor nauk puede convertirse en catedrático tras solo un año de experiencia docente en un puesto académico no permanente. El grado de dóktor nauk también permite a su titular solicitar a la VAK el rango académico de profesor o, desde que se estableció el título en 2015, de «profesor de la Academia de Ciencias de Rusia».
En muchos países occidentales, como en Estados Unidos, no existe ningún equivalente académico al dóktor nauk, ya que es un grado posdoctoral.
La habilitación alemana y, hasta cierto punto, la habilitación francesa y los doctorados superiores británicos (como el de Doctor en Ciencias) son comparables al de dóktor nauk, aunque los últimos no se requieren para avanzar en el escalafón académico. En promedio, solo el 10% de los kandidáts terminan obteniendo un grado de dóktor. Aunque algunos investigadores en matemáticas especialmente talentosos han conseguido el título de dóktor nauk antes de los 30 años, la edad promedio en la mayoría de disciplinas está cerca de los 50, lo cual indica el alto volumen de contribuciones requerido.
De acuerdo al Ministerio de Educación y Ciencia de la Federación de Rusia, «en países con dos niveles de grados doctorales, el grado de dóktor nauk debe considerarse para reconocimiento al nivel del segundo grado doctoral. En países con un solo título de doctorado, el título de kandidat nauk debe considerarse para el reconocimiento como equivalente a este título.».
De acuerdo con la guía publicada por la Academia de Ciencias de Rusia, los campos en los que se puede otorgar el título son los siguientes:
1. д. г. н. (en ruso: доктор географических наук) – Doktor Nauk en Ciencias Geográficas.
2. д. г.-м. н. (en ruso: доктор геолого-минералогических наук) – Doktor Nauk en Ciencias Geológicas y Mineralógicas.
3. д. и. н. (en ruso: доктор исторических наук) – Doktor Nauk en Ciencias Históricas.
4. д. иск. (en ruso: доктор искусствоведения) – Doktor Nauk en Estudio del Arte.
5. д. м. н. (en ruso: доктор медицинских наук) – Doktor Nauk en Ciencias Médicas.
6. д. п. н. (en ruso: доктор психологических наук) – Doktor Nauk en Ciencias Psicológicas.
7. д. пед. н. (en ruso: доктор педагогических наук) – Doktor Nauk en Ciencias Pedagógicas.
8. д. полит. н. (en ruso: доктор политических наук) – Doktor Nauk en Ciencias Políticas.
9. д. с.-х. н. (en ruso: доктор сельскохозяйственных наук) – Doktor Nauk en Ciencias Agrarias.
10. д. социол. н. (en ruso: доктор социологических наук) – Doktor Nauk en Ciencias Sociológicas.
11. д. т. н. (en ruso: доктор технических наук) – Doktor Nauk en Ciencias Técnicas.
12. д. ф. н. (en ruso: доктор филологических наук) – Doktor Nauk en Ciencias Filológicas.
13. д. ф.-м. н. (en ruso: доктор физико-математических наук) – Doktor Nauk en Ciencias Físicas y Matemáticas.
14. д. филос. н. (en ruso: доктор философских наук) – Doktor Nauk en Ciencias Filosóficas.

A nivel de estadísticas internacionales, se consideran las siguientes equivalencias:
1. D.Sc.; D.Phil. a Doktor Nauk en Filosofía,
2. D.Lit.; Dr.Litt. a Doktor Nauk en Literatura,
3. D.Sc.; Dr.Nat.Sci. a Doktor Nauk en Ciencias Naturales,
4. LL.D.; D.Sci.Jus. a Doktor Nauk en Ciencias Legales.